# Écorché

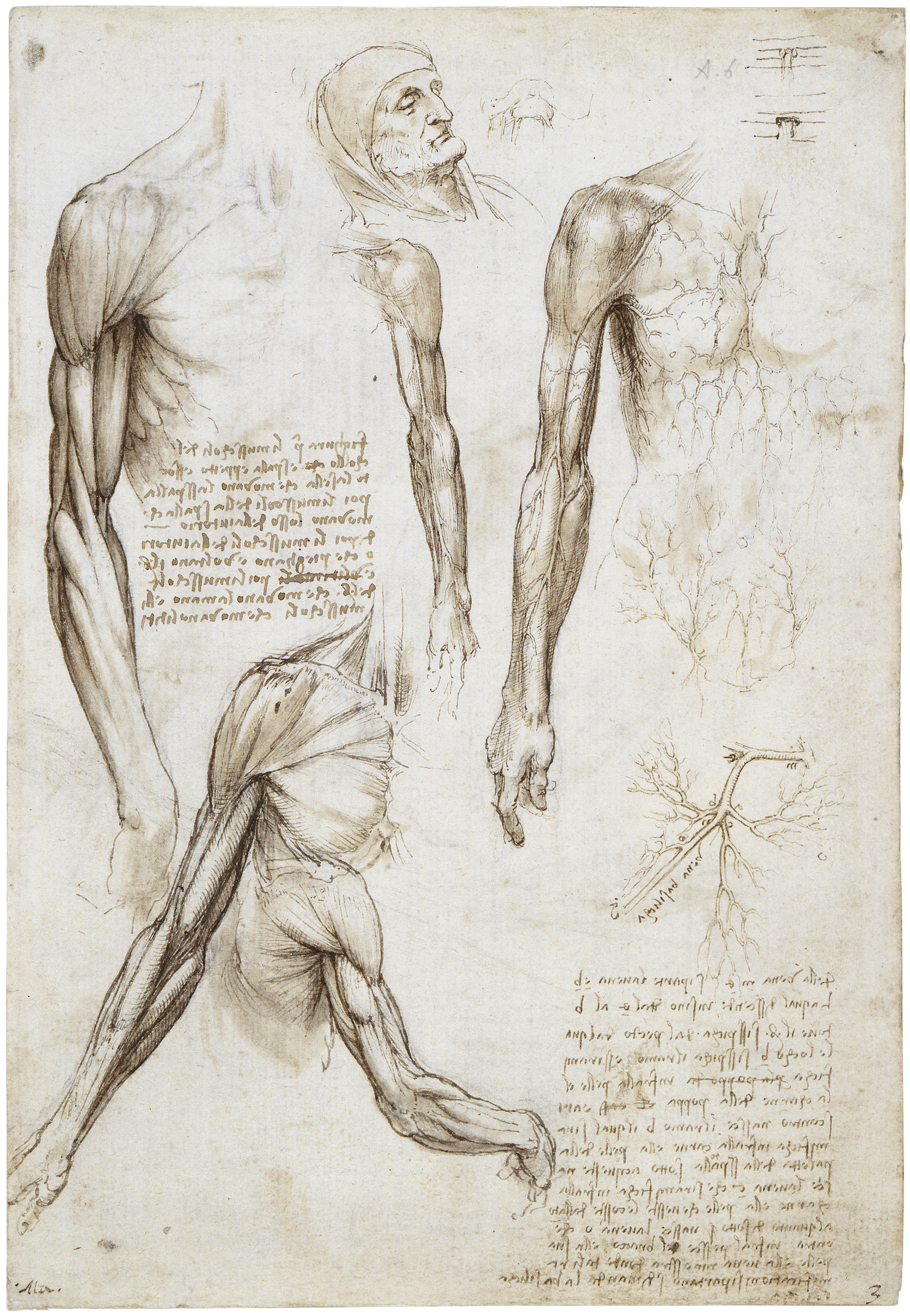
Écorché door Leonardo da Vinci.

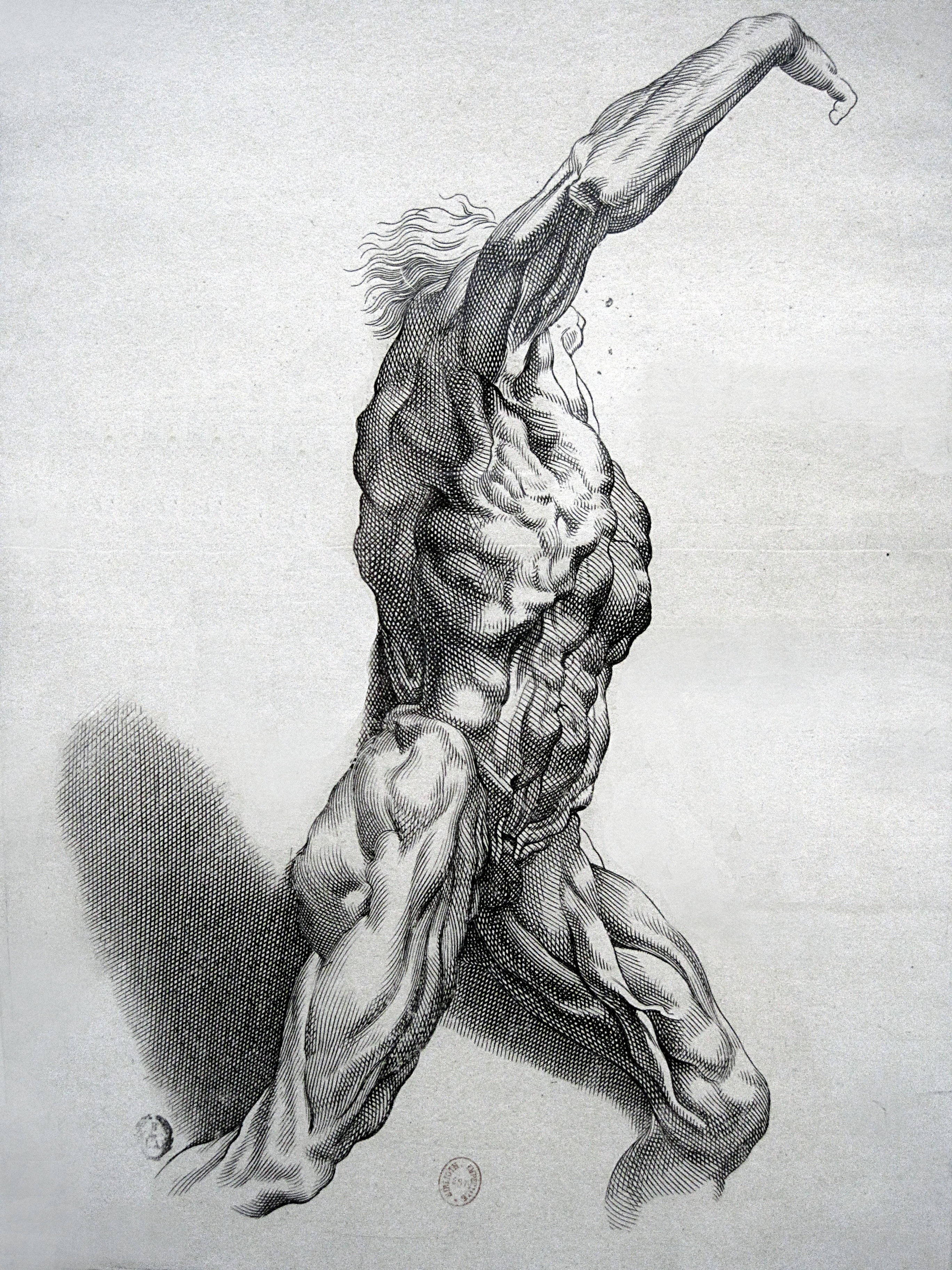
Écorché door Paulus Pontius.

Een écorché (Frans voor "gevild") is een tekening of beeld van een figuur, waarvan de huid is weggelaten zodat de spieren zichtbaar zijn. Deze manier van figuren tekenen ontstond tijdens de renaissance, toen architect en theorist Leon Battista Alberti schilders adviseerde om bij het maken van een schilderij eerst de spieren en botten goed te tekenen en dan pas de huid eroverheen te schilderen. De term zelf werd pas in de 19e eeuw geïntroduceerd.
Enkele van de bekendste werken op dit gebied zijn van Leonardo da Vinci. Hij maakte gedetailleerde tekeningen van menselijke anatomie.